# 纳戈利内农村居民点
纳戈利内农村居民点（俄语：Наголенское сельское поселение）是俄罗斯联邦伏尔加格勒州科捷利尼科沃区所属的一个农村居民点。其下辖有1个居民点，行政中心为纳戈利内。据2016年统计，该农村居民点的人口为1030人。